# Jacques Daret
Pour les articles homonymes, voir Daret.
Jacques Daret, né à Tournai en 1404 et mort en 1470, est un peintre wallon associé aux primitifs flamands.

## Biographie
Jacques Daret naît à Tournai en 1404. Il commence sa carrière comme apprenti dans les ateliers tournaisiens de Robert Campin en 1427 où il reste pendant cinq ans. Il devient plus tard un favori de la cour bourguignonne, et l'abbé de Saint-Vaast est son patron pendant vingt ans.
En 1454, il travaille avec quatre de ses élèves aux décorations entreprises à Lille à l'occasion du fameux banquet du vœu du faisan. En 1468, il collabore, comme Hugo Van der Goes à la décoration de la ville de Bruges, lors du mariage de Charles le Téméraire et de Marguerite d'York. Il s'agit incontestablement d'un peintre fort considéré à son époque.
Sa principale œuvre est le retable de l'abbaye Saint-Vaast à Arras dont il ne subsiste plus que quatre panneaux. Il enlumina également quelques manuscrits et produisit des cartons de tapisserie.

## Œuvre
- Retable de la Vierge, (1433-1435) quatre panneaux dont :
  - La Visitation, Musées nationaux de Berlin,
  - L'Adoration des Mages, Musées nationaux de Berlin,
  - La Nativité, Musée Thyssen-Bornemisza, Madrid,
  - La Présentation au temple, huile sur bois, 57,5 × 52 cm, Petit Palais, Musée des Beaux-Arts de la Ville de Paris
- La Sainte Famille, musée des beaux-arts de Tournai[2]